# Jagtterminologi
Jagtterminologi er ord og udtryk, som specielt bruges indenfor jagtens verden, og betegnes også som jagtsprog eller jægerlatin. Nedenstående fortegnelse er primært hentet fra Bording - Engesvang Jagtforening:

## A
- Affangning – aflivning af såret vildt.
- Afskydning – den mængde vildt, der skydes på et terræn.
- Afskydningsplan – en plan over hvor meget vildt, man ønsker at skyde på sit terræn.
- Anskudssted – det sted, hvor et stykke vildt opholder sig, når det rammes, men hvorfra det fjerner sig.
- Apportering – det at en jagthund henter et stykke nedlagt vildt. Udtrykket er oprindeligt fransk.
- Apportør – en hund, der har den fornødne træning til at hente og bringe dødt eller såret vildt. Bruges også om jæger, der, især på større jagter, er tilstede med sin hund, med det formål at samle det skudte vildt op.

## B
- Bagskud – skud til vildt, der løber/flyver direkte væk fra jægeren.
- Bladkugle - en kugle, der rammer hjerte/lunge-området. Den perfekte bladkugle er en kugle gennem hjertet.
- Bøjlespænder eller savagelås – et bøjleformet ladegreb, som presses ned på bøssen, når der skal genlades.

## C
- Cast off – skæftet på et jagtvåben, der er drejet til højre.
- Cast on – skæftet på et jagtvåben, der er drejet til venstre.
- Choketube – et udskifteligt mundingsstykke til ændring af trangboringen på et haglgevær.

## D
- Drivere – er de folk der går igennem skover for at drive vildtet ud til skytterne.

## F
- Fangstskud – et skud afgivet mod anskudt vildt.
- Fourageringssted – det sted vildtet bevæger sig hen for at æde.
- Fært – er den lugt, som vildt afsætter.

## G
- Gaffelbuk – en buk, hvis opsats (stænger) hver har to sprosser.
- Gennemskud – en riffelkugle eller et stykke af denne, der går gennem vildtet.
- Give fangst – at aflive anskudt vildt.

## H
- Hammerless – en bøsselås med indbyggede slagstifter og slagbolte.
- Hinter (tysk = "bagved") – kommando til hunden om at gå tilbage ved siden af sin fører, når den bliver for ivrig.
- Hochstand – en platform hvorfra man jager, normalt af træ, anbragt over jorden.
- Høstprincip – en betegnelse for afskydning inden for rammerne af det antal individer, der alligevel naturligt dør i løbet af året.

## I
- Individ – det enkelte stykke vildt.

## J
- Jagtberettiget – en ejer eller jagtlejer af et areal.
- Jagtetikette – regler for god opførsel under jagt.
- Jagtkniv – en dolk eller kniv, hvor knivbladet kan låses.
- Jagtleder – den person, der har kommandoen under en jagt.
- Jagtlejer – den person, der mod betaling erhverver retten til at drive jagt på anden mands område.
- Jagtmoral – overholdelse af jagtens skrevne og uskrevne regler
- Jagtobjekt – en vildtart, der må skydes.
- Jagtret – retten til at udøve jagt på et bestemt område.
- Jagtsignal – et signal blæst på jagthorn til orientering for øvrige jagtdeltagere.
- Jagtsæson – det tidsrum, en vildtart må skydes. Udtrykket bruges også om den årstid, de fleste vildtarter må jages.
- Jagttryk – summen af de påvirkninger, vildtet udsættes for under jagt. Omfatter både nedlagt vildt, og den forstyrrelse, jagten påfører vildtet.

## K
- Klapper – en person, der deltager i jagt uden bøsse med det formål at jage vildtet hen til jægerne.
- Kravlejagt – en strandjagtform, hvor jæger ligger eller sidder i skydepram og ved hjælp af små årer (stikker) forsøger at sejle på skudhold af fugle.

## M
- Meute – Et kobbel hunde, der er afrettet til parforcejagt.

## N
- Nabopost – den jæger, der er placeret på ens venstre og højre side, når man under jagt er sat på post.

## O
- Opsats – en betegnelse for en hovedprydelse hos råbuk.
- Ordinat – afstanden målt i centimeter mellem sigtelinje og kuglebane.

## P
- Pejling – den orientering man foretager før der skydes til et stillestående stykke vildt for i tilfælde af anskydning at kunne finde det sted, hvor vildtet stod i skudøjeblikket.
- Prelle – at en stående hund ukontrolleret løber efter vildt.
- Prøveskydningsstempel – et mærke, der stemples på bøssen efter hver prøveskydning.
- Pürschjagt – listejagt.

## R
- Revir eller revier – betegnelsen for det jagtterræn, en jæger eller en gruppe jægere råder over. Ordet benyttes tilsvarende inden for sportsfiskeri.
- Rovdrift – for hård jagt, der medfører en bestandsnedgang.

## S
- Seksender – en råbuk, hvor opsatsen har tre sprosser på hver stang.
- Skadevoldende vildt – fugle eller pattedyr, der på grund af den føde, de æder eller deres talrighed kan påføre mennesket et økonomisk tab eller være til gene for den øvrige fauna.
- Skudafstand – afstanden fra skytten til det vildt, der skydes efter.
- Skudhold – den forsvarlige skudafstand mellem jæger og vildt.
- Skudtegn – den måde, vildt reagerer på, når det rammes af kugle/hagl.
- Spyd – et jagtvåben.
- Stand – en hund, der står som stivnet grundet stærk fært fra trykkende vildt.
- Standvildt – vildt, der året igennem opholder sig inden for et forholdsvis snævert område, hvor de danner en bestand. Sammenlign med standfugle i modsætning til trækfugle.
- Svejsarbejde
- Såt – et afgrænset skov- eller markområde, hvorfra vildtet drives (jages) ud til jægere, der er placeret (stillet på post) omkring området. Betegnelsen klapjagtområde bruges også om en såt.

## T
- Terrænpleje -udbygning af et områdes mulighed for at rumme vildt gennem nyplantning, gravning af vandhuller samt vedligeholdelse af eksisterende.
- "Tiro!" - Udråb til varsling af skytter om flyvende vildt under en jagt
- Trykke – vildt, der holder hårdt (er svært at jage op), siges at trykke.
- Trække an – bruges om en stående hund, der har fået fært af vildt.

## V
- Vildtparade – hvor det skudte vildt efter jagten lægges på jorden i en bestemt orden til beskuelse, og der blæses signaler på jagthorn for hver vildtart. Paraden viser jægerens respekt for vildtet.